# Уша Утхуп
Уша Айер Утхуп (англ. Usha Iyer Uthup; род. 7 ноября 1947 года) — индийская певица и закадровый исполнитель, известная своим глубоким контральто и умением петь в разных жанрах и на разных языках. Выдающаяся фигура в индийской музыке с 1970-х годов, она получила премию Filmfare и была удостоена орденов Падма Шри в 2011 году и Падма Бхушан в 2024 году за вклад в развитие искусства.

## Личная жизнь
Уша родилась 7 ноября 1947 года в Мумбаи в семье тамила Вайдьянатха Сомешвара Сами Айера.
Она училась в средней школе Святой Агнессы на юге Мумбаи. Когда она училась в школе, её выгнали с урока музыки, потому что у неё был неподходящий голос. Но учитель заметил, что у неё есть музыкальные способности, и давал ей играть на трещотках или треугольниках. Несмотря на то, что у неё не было музыкального образования, она выросла в музыкальной атмосфере. Её родители слушали самую разную музыку: от западной классики до хиндустани и карнатической музыки, включая Кишори Амонкар и Баде Гулама Али Хана по радио, и Уша часто присоединялась к ним.
Её ближайшим соседом был С. М. А. Патхан, который в то время был заместителем комиссара полиции. Его дочь Джамиля убедила Ушу выучить хинди и заняться индийской классической музыкой. Такой подход помог ей создать свой уникальный стиль индийской поп-музыки в 1970-х годах. 
Певица была замужем дважды. После развода с первым мужем, Раму, она вышла замуж за Джани Чакко Утхупа, который принадлежит к семье Паинумкал из Манаркада в Коттаяме. У них есть дочь Анджали и сын Санни, названный в честь песни «Sunny». Её второй муж умер от остановки сердца 8 июля 2024 года.

## Карьера
Впервые Уша выступила на публике, когда ей было девять лет. Её сёстры, которые уже строили музыкальную карьеру, познакомили её с Амином Саяни, в то время самым популярным радиоведущим в Индии. Амин дал ей возможность выступить в программе Ovaltine Music Hour на Radio Ceylon. Она исполнила песню под названием «Mockingbird Hill». После этого она ещё несколько раз выступала в подростковом возрасте.

### Певческая карьера
Уша Утхуп начала свою музыкальную карьеру в Ченнаи в 1969 году, выступая в небольшом ночном клубе Nine Gems в подвале бывшего театрального комплекса Safire на Маунт-Роуд. Её выступление было настолько успешным, что владелец ночного клуба попросил её остаться ещё на неделю. После своего первого выступления в ночном клубе она начала петь в ночных клубах Калькутты, таких как «Тринкас». В «Тринкас» она познакомилась со своим будущим мужем Утхупом. Примерно в то же время она пела в «Разговорах в городе», ныне известном как «Не только джаз у залива», в Бомбее (ныне Мумбаи). После Тринкаса она отправилась в Дели, где пела в отелях The Oberoi Group. По случайному стечению обстоятельств в ночном клубе оказалась съёмочная группа из подразделения Navketan и Дев Ананд, которые предложили ей спеть для фильма. В результате она начала свою карьеру в Болливуде с фильма «Бомбейское кино» (1970) компании Ivory-Merchant, в котором она исполнила песню на английском на музыку Шанкара-Джайкишана, за которым последовал «Брат и сестра» на хинди. Изначально в этом фильме она должна была спеть «Dum Maro Dum» вместе с Ашей Бхосле, однако из-за внутренних разногласий между другими певцами она упустила этот шанс.
В 1968 году она записала каверы на две поп-песни на английском языке, «Jambalaya» Хэнка Уильямса и «Greenback Dollar» The Kingston Trio, для мини-альбома Love Story и «Scotch and Soda», ещё одну песню Kingston Trio, которая очень хорошо продавалась на индийском рынке. В этот ранний период она также провела некоторое время в Лондоне. Она часто бывала в офисе Вернона Кореа из Би-би-си в Лэнгеме и давала интервью для London Sounds Eastern на BBC Radio London. Уша посетила Найроби в рамках индийского фестиваля. Она была настолько популярна, что ей предложили остаться. Благодаря тому, что она пела, в том числе националистические песни на суахили, она стала очень известной, и тогдашний президент Джомо Кениата присвоил ей звание почётного гражданина Кении. Она исполнила знаменитую песню «Malaika» («Ангел») вместе с Фадли Уильямсом, который был первым исполнителем этой песни. Она спродюсировала запись «Live in Nairobi» с местной группой Fellini Five.
В 1970-х и 1980-х годах Утхуп исполнила несколько песен на музыку композиторов Р. Д. Бурмана и Баппи Лахири. Она также исполнила некоторые песни Р. Д. Бурмана, которые до неё пели другие, например «Mehbooba Mehbooba» и «Dum Maro Dum», и сделала их популярными.
Вместе с композитором Исмаилом Дарбаром она была судьёй во втором сезоне реалити-шоу о пении Bharat Ki Shaan: Singing Star (2012), которое транслировалось на канале DD National. Она также была судьёй в 3-м сезоне шоу. Кроме того, она была приглашённой звездой в реалити-шоу о пении на языке маратхи. В мае 2019 года она появилась в шоу Капила Шармы.
Утхуп получила несколько наград, в том числе премию Раджива Ганди за национальную интеграцию и качественную музыку, премию «Махила Широмани Пурашкар» за международный мир и премию телеканала [V] за выдающиеся достижения.
Она записала свой первый альбом с Луисом Бэнксом, за который ей заплатили 3500 рупий. С тех пор она записала множество альбомов. Её хинди-версию песни Майкла Джексона «Don’t Stop ’Til You Get Enough» под названием «Chhupke Kaun Aya» можно найти в альбоме Tom Middleton — The Trip (2004). Кавер-версия песни Глории Гейнор «I Will Survive» вошла в другой альбом Тома Миддлтона, Cosmosonica — Tom Middleton Presents Crazy Covers Vol. 1 (2005). Она также записала песню «Rhythm and Blues» с индийской рок-группой Parikrama.

### Актёрская карьера
Утхуп также является актрисой. Она сыграла эпизодическую роль в фильме «Из Бомбея в Гоа» (1972). В 2006 году она снялась в на языке малаялам фильме Pothan Vava в роли Курисувиттил Мариаммы. В 2007 году она сыграла саму себя в фильме Bow Barracks Forever режиссёра Анджуна Датта и в музыкальном клипе «Hattrick». 
Она появлялась в образе другого человека в 1 и 2 сезонах Indian Idol. Она была одним из членов жюри в 2007 и 2008 годах, а также в 5 сезоне «Идеального певца» (2010).
В 2010 году у неё была второстепенная роль в тамильском фильме Manmadan Ambu. Она также сыграла горничную в фильме Вишала Бхардваджа «Семь мужей» (2011), в котором она также исполнила песню «Darling». В 2012 году она снялась в фильме Parie на языке каннада.
В 2019 году она снялась в документальном фильме If Not For You для которого записала кавер на песню «Blowin’ in the Wind» легендарного певца и автора песен Боба Дилана.